# Gutai
Il Gruppo Gutai (具体? traslitterato anche Gutaï o Gutaj) è stato un movimento artistico e un'associazione di artisti fondato da Jirō Yoshihara in Giappone nel 1954.

## Storia
Shōzō Shimamoto e Yoshihara fondarono il gruppo Gutai insieme nel 1954 e fu Shimamoto che suggerì il nome Gutai, che significa "concreto", in opposizione ad astratto/teorico.